# Lúcio Cecílio Metelo Diademado
Lúcio Cecílio Metelo Diademado (em latim: Lucius Caecilius Metellus Diadematus) foi um político da gente Cecília da República Romana eleito cônsul em 117 a.C. com Quinto Múcio Cévola. Era filho de Quinto Cecílio Metelo Macedônico, cônsul em 143 a.C., e avô de Quinto Cecílio Metelo Céler, cônsul em 60 a.C.. Quinto Cecílio Metelo Baleárico, cônsul em 123 a.C., Marco Cecílio Metelo, cônsul em 115 a.C., Caio Cecílio Metelo Caprário, cônsul em 113 a.C.., e duas "Cecílias Metelas" eram seus irmãos. Além disto, era primo de Lúcio Cecílio Metelo Dalmático, cônsul em 119 a.C., e de Quinto Cecílio Metelo Numídico, cônsul em 109 a.C..
Recebeu o agnome "Diademado" devido a uma úlcera na cabeça, que o fazia usar uma espécie de "bandana". A palavra "diadematus", em latim, era uma alusão aos diademas usados pelos reis do Oriente.

## Carreira
Foi eleito cônsul em 117 a.C. com Quinto Múcio Cévola e, durante seu mandato, apoiou a construção de estradas e é provável que ele tenha sido o responsável pela Via Cecília. Um ano depois, foi procônsul da Gália Cisalpina. Em 115 a.C., Diademado foi eleito censor com Cneu Domício Enobarbo e, durante seu mandato, expulsou, com Cneu Domício Enobarbo, 32 senadores, incluindo Caio Licínio Geta, cônsul no ano seguinte.
Metelo era um dos "optimates", a facção aristocrática do Senado, e foi adversário de Lúcio Apuleio Saturnino e, quando este, em 100 a.C., tentou se opor ao Senado por meio da força, ele e um grupo de senadores seguiram para prendê-lo.
Em 99 a.C., Diademado e Caio Cecílio Metelo Caprário lutaram pelo retorno de seu primo de primeiro grau Quinto Cecílio Metelo Numídico, cônsul em 109 a.C., do exílio (100 a.C.) e lutou muito para que isto acontecesse.

## Família
Segundo Charles de Brosses, foi o pai de Lúcio Cecílio Metelo, cônsul em 68 a.C. e que morreu enquanto ocupava o consulado.